# Endovibrador

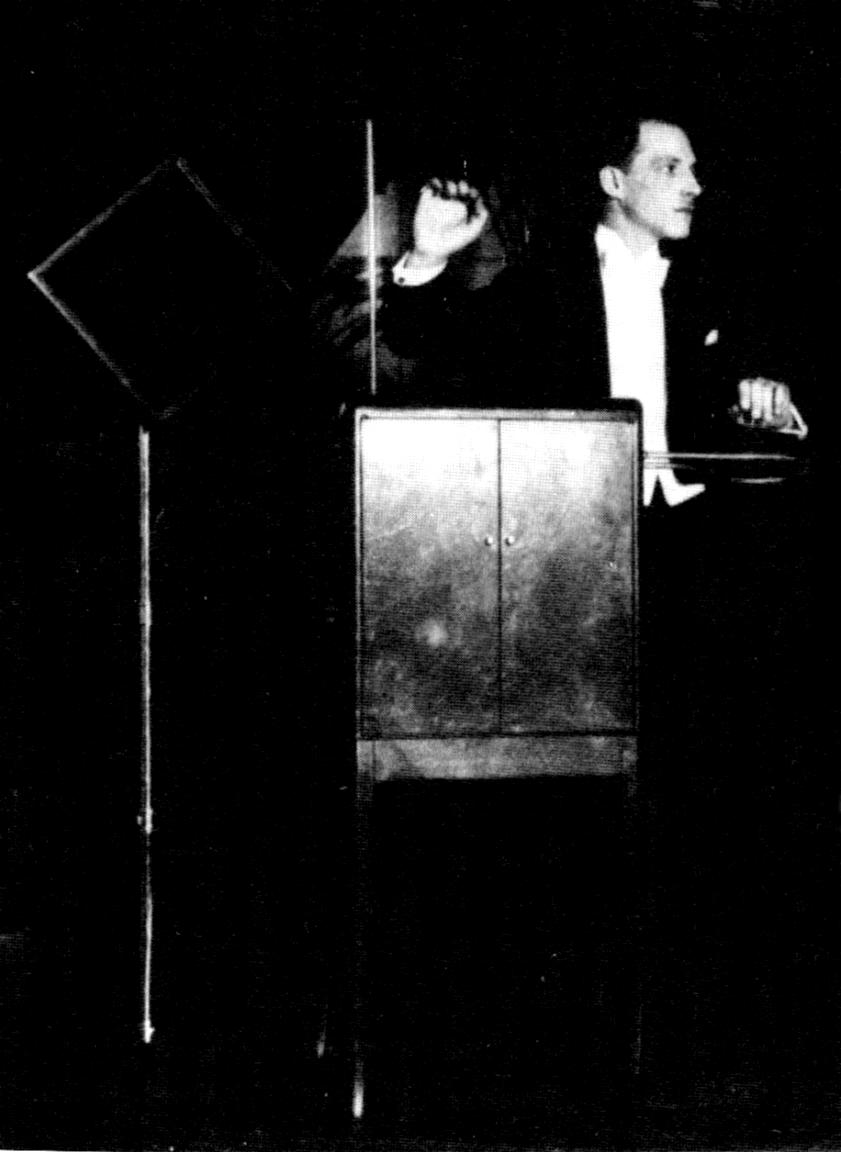
Léon Theremin en 1924.

El endovibrador (del griego: ἔνδον - dentro y el latín; vibro - oscilar) es un dispositivo de escucha que no requiere de una fuente de alimentación ni de un transmisor. Fue desarrollado por el científico y músico soviético Léon Theremin.
La utilización práctica más famosa fue la del espionaje a la embajada de Estados Unidos en Moscú durante más de 7 años. Cuando se descubrió el dispositivo, al no entender los servicios secretos y los científicos estadounidenses su funcionamiento, fue denominado "The Thing" ("La cosa" en inglés) nombre por el que se le conoce en la literatura occidental.
El endovibrador se puede considerar como un antecesor de los dispositivos de identificación por radiofrecuencia, aunque sea un dispositivo pasivo utilizado para transmitir audio.

## Principio de funcionamiento

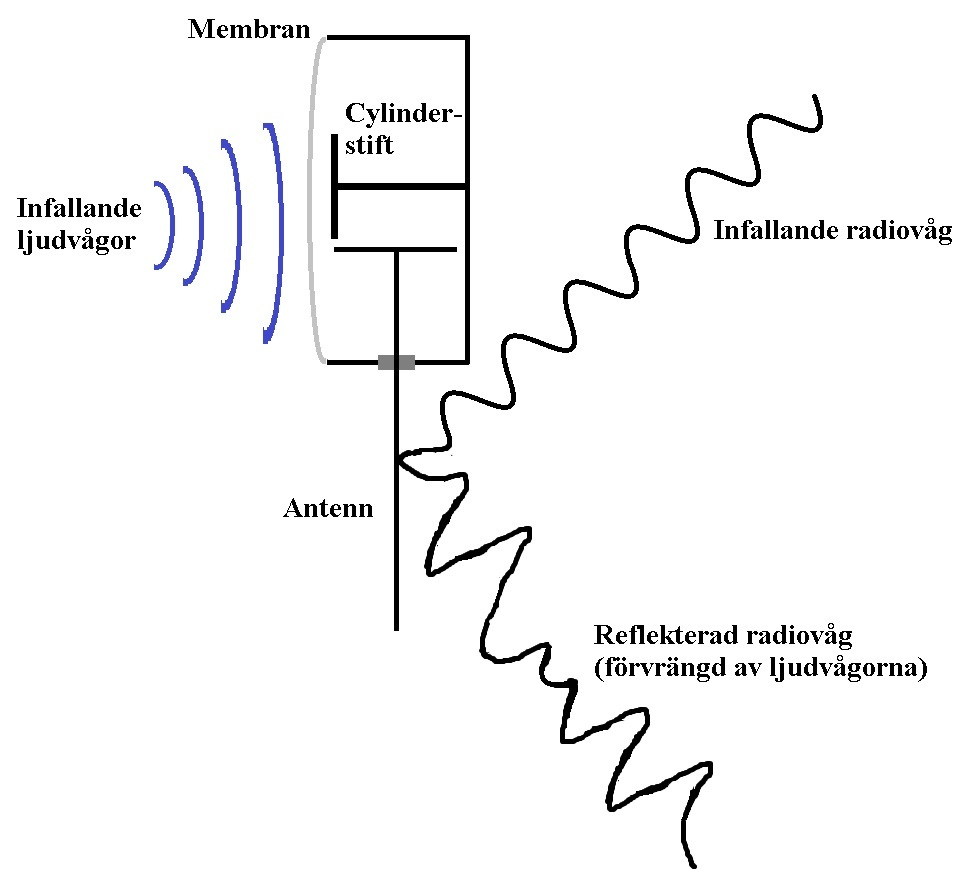
Explicación de la tecnología reemisión modulada

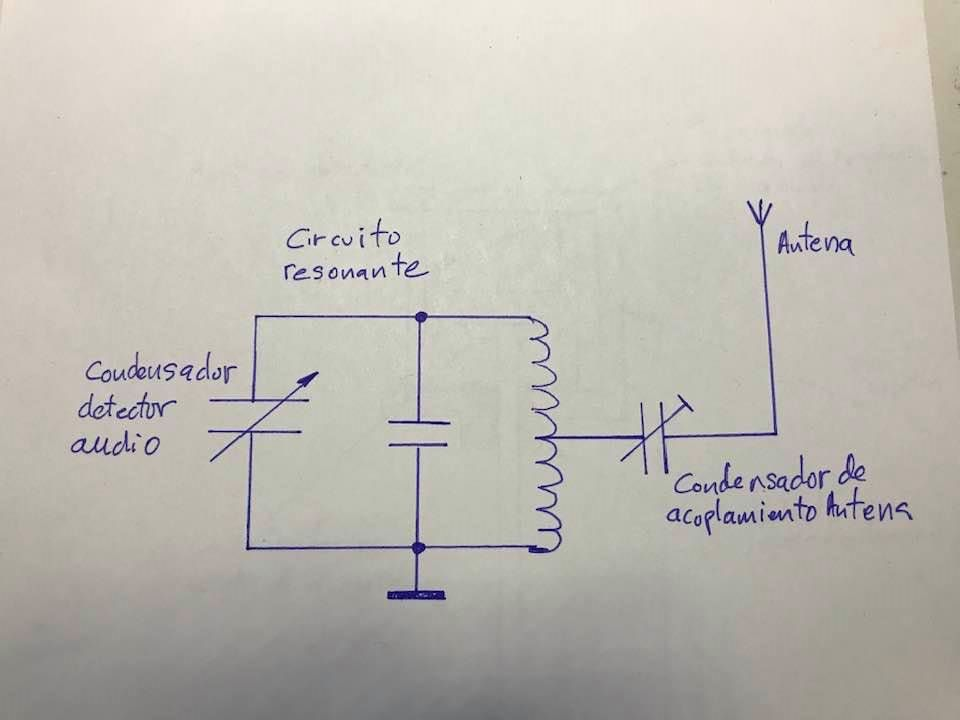
Esquema eléctrico de un endovibrador

El endovibrador está basado en el principio de modulación de la señal de radio reflejada. Se trata de un resonador de cavidad pasiva sintonizado a una radiación externa de cierta frecuencia, normalmente en el rango de los 300 MHz (el que se usó en la embajada de EE. UU. funcionaba a 330 MHz), que resuena creando su propio campo de re-radiación. Las vibraciones sonoras detectadas por la membrana hacen cambiar la capacidad del resonador y con ella su frecuencia resonante intrínseca la cual modifica el campo de re-radiación que se modula siguiendo las vibraciones acústicas recibidas. La frecuencia reemitida por el dispositivo es sintonizada y demodulada por un receptor.
El endovibrador solo funciona cuando es "iluminado" por una fuente en su frecuencia de resonancia y no precisa de ningún tipo de alimentación. Es un elemento, inicialmente pasivo, imposible de detectar por medios convencionales de escaneo del espectro de radiofrecuencia, a excepción del monitoreado de audio.
El sistema es en la práctica un circuito resonante LC en el que el condensador "C" es el captador del sonido, como un típico micrófono de condensador. Ese circuito LC está sintonizado a una frecuencia de resonancia concreta y acoplado capacitivamente a una antena de longitud adecuada.
Composición del endovibrador más simple
- antena re-radiadora con un sistema resonante sintonizado a la frecuencia de la señal irradiante;
- receptor de vibraciones acústicas;
- modulador.

Los parámetros del sistema resonante (frecuencia de resonancia o factor de calidad) son modificados por el modulador de acuerdo con la señal acústica recibida por el receptor de vibración acústica. El cambio de los parámetros del sistema resonante provoca un cambio en las propiedades reflectantes de la antena, lo que conduce a la modulación de la señal de radio reflejada.
Los endovibradores pueden ser pasivos (no contienen elementos de potencia ni componentes electrónicos) y semiactivos.

### Endovibradores pasivos
No contienen elementos de potencia ni componentes radioelectrónicos. El papel de receptor de vibraciones acústicas y de modulador lo desempeña un diafragma móvil. Los resonadores de cavidad o líneas resonantes se utilizan como sistema resonante. Bajo la influencia de las vibraciones acústicas, el diafragma se mueve y la capacitancia del resonador cambia, lo que conduce a un cambio en las propiedades reflectantes de la antena conectada al resonador.
Se puede utilizar como diafragma una fina membrana metálica o una fina capa de líquido conductor en la parte inferior del resonador. La base de tal dispositivo es un resonador volumétrico cilíndrico, en cuyo fondo se vierte una pequeña capa de aceite. La parte superior está cubierta con una tapa de plástico, que es transparente a las ondas de radio, pero impide la penetración de vibraciones acústicas.
Un orificio en la tapa, a través del cual el volumen interno del resonador se comunica con el aire que vibra según el sonido a recoger. En el orificio indicado se inserta un manguito metálico dotado de un vibrador de cuarto de onda sintonizado a una frecuencia de 330 MHz. Las dimensiones del resonador y el nivel del líquido se seleccionan de tal manera que todo el sistema resuena con la radiación externa con una frecuencia de 330 MHz.
Al mismo tiempo, el propio vibrador de cuarto de onda del resonador crea su propio campo de re-radiación. Al hablar cerca del resonador, aparecen microoscilaciones en la superficie del aceite, provocando cambios en el factor de calidad y en la frecuencia de resonancia del resonador. Estos cambios afectan las características del campo re-irradiado creado por el vibrador interno. La señal se modula en amplitud y fase mediante oscilaciones acústicas. Un micrófono de radio de este tipo sólo puede funcionar cuando es irradiado por una fuente potente en la frecuencia del resonador (330 MHz).
La principal ventaja de los endovibradores pasivos (desde el punto de vista del espionaje) es la ausencia de componentes electrónicos y elementos de potencia, lo que imposibilita su detección mediante métodos de localización no lineal, aumenta su vida útil y permite fabricar dispositivos de escucha en forma de souvenirs, elementos interiores o elementos de estructuras envolventes que contienen piezas metálicas cuyas dimensiones geométricas están especialmente seleccionadas para formar un efecto de endovibración.
La desventaja de los endovibradores pasivos es el pequeño valor del cambio en la frecuencia de resonancia (o el factor de calidad del resonador), que limita el coeficiente de modulación de la señal reflejada y requiere el uso de una potencia de irradiación significativa para garantizar el rango requerido de interceptación de información acústica.

### Endovibradores semiactivos
En los endovibradores semiactivos, los parámetros del sistema resonante se modifican electrónicamente (por ejemplo, utilizando un varicap), lo que permite obtener un coeficiente de modulación más alto. Son dispositivos que transmiten información a través de un canal de radio; En ausencia de una señal irradiante, pueden identificarse por la presencia de elementos radioelectrónicos no lineales.
En comparación con los dispositivos de marcado basados en radio controlados por [[métodos y medios electrónicos de reconocimiento#Medios técnicos de reconocimiento electrónico|]], los endovibradores semiactivos pueden funcionar significativamente más tiempo con una fuente de energía autónoma, ya que no desperdician la energía consumida en emitir una señal de radio. En este caso, el receptor de vibraciones acústicas es un micrófono ordinario, y el modulador es un amplificador de audiofrecuencia.
Los circuitos endovibradores semiactivos más complejos permiten amplificar oscilaciones de alta frecuencia reflejadas (repetidores), cambiar la frecuencia portadora de la señal reflejada (convertidores), utilizar otros tipos de modulación más complejos (modulación de frecuencia, modulación de banda lateral única, modulación digital, etc.).

## Aplicación práctica "La cosa"
La aplicación más conocida del uso de un endovibrador fue la escucha que los servicios de inteligencia soviéticos realizaron en la embajada de EE. UU. en Moscú. Donde mantuvieron activo un endovibrador ubicado en el despacho del embajador por más de siete años que fue descubierto de forma fortuita y aun así, su principio de funcionamiento resultó incomprensible para los científicos de los servicios de inteligencia occidentales durante más de 18 meses. Esa incomprensión de su funcionamiento llevó a que lo llamaran "The thing" (la cosa en inglés) nombre con el que pasó a la historia y a la literatura occidental. El nombre en clave dado por los servicios de inteligencia soviéticos fue el de "lluvia de renos" (Северный олень en ruso) la inteligencia estadounidense lo denominó "Perdida" (Lost en inglés).
Este caso se conoce con el nombre de "The thing" ("La cosa" en inglés), en referencia al apelativo que le dieron al dispositivo, o "the Great Seal bug" (El "dispositivo de escucha" del gran escudo) por estar ubicado el sistema de escucha en un gran escudo de EE. UU. que obsequiaron al embajador y es uno de los primeros casos de espionaje donde se utilizó un dispositivo de escucha encubierto.
Se muestra una reproducción de "La cosa" en el Museo Nacional Criptológico de EE. UU., ubicado en Fort George G. Meade en Maryland.

### Colocación del dispositivo de escucha
El 4 de agosto de 1945, varias semanas antes del final de la Segunda Guerra Mundial, una delegación de la organización de Jóvenes Pioneros de la Unión Soviética con el pretexto de celebrar el aniversario del campamento pionero Artek obsequió al embajador estadounidense Averell Harriman, que había sido invitado a los actos del aniversario, con una talla en relieve del escudo de los Estados Unidos de América. En el interior de la talla había escondido un endovibrador que era "iluminado" desde unos pisos francos que los servicios de inteligencia soviéticos tenían en la vecindad de la embajada estadounidense, otras fuentes señalan que mediante una camioneta que se situaba en las inmediaciones de la embajada.
Averell Harriman ubicó el escudo en la pared de su despacho situado el edificio Spaso House, una mansión histórica de Moscú, donde permaneció durante siete años. Se realizaron varias reformas y hubo cuatro cambios de embajador, pero el escudo siguió ubicado en el despacho como un de los principales motivos decorativos del mismo.

### Descubrimiento

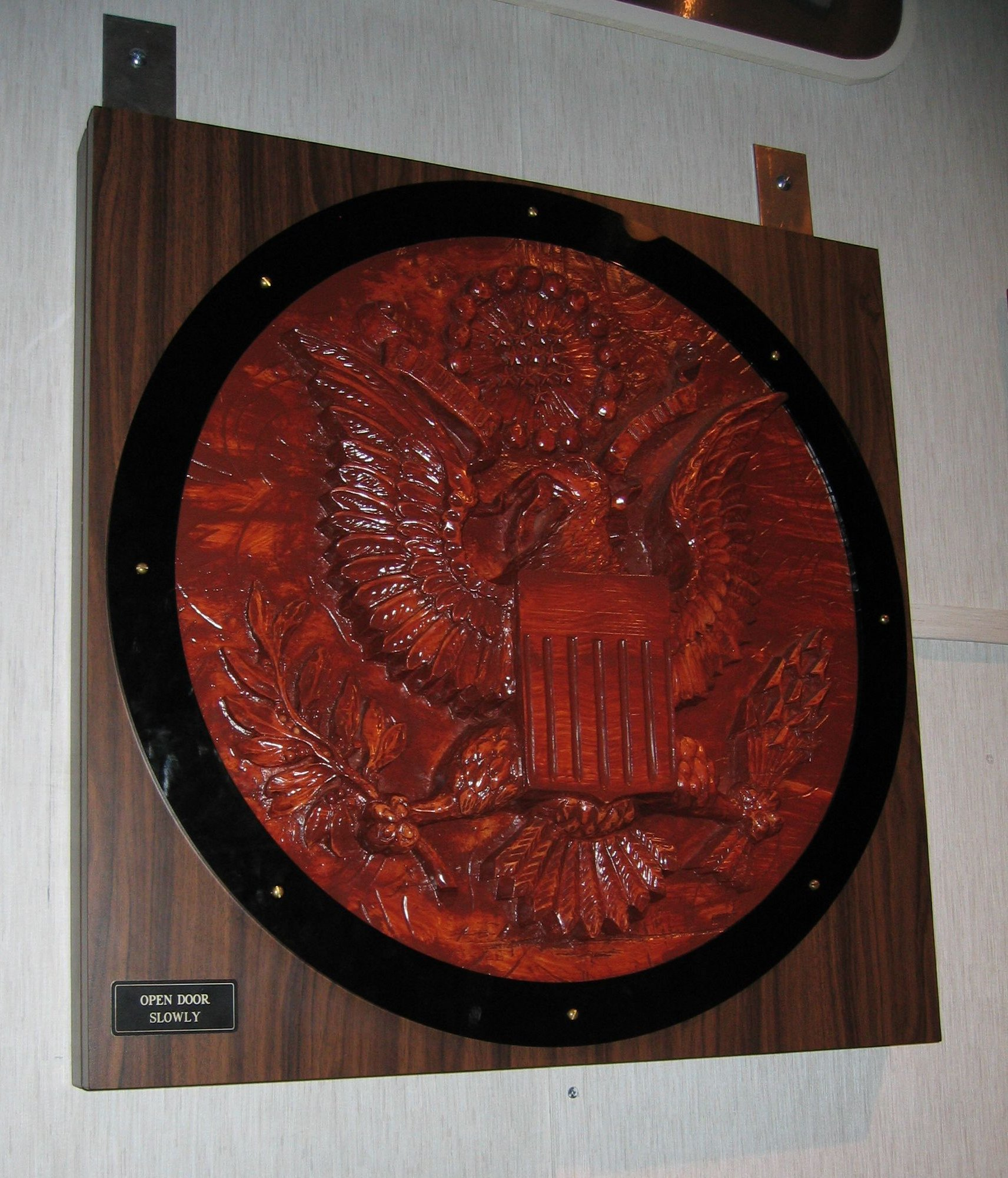
Escudo de EE. UU. donde se ocultaba "La cosa"

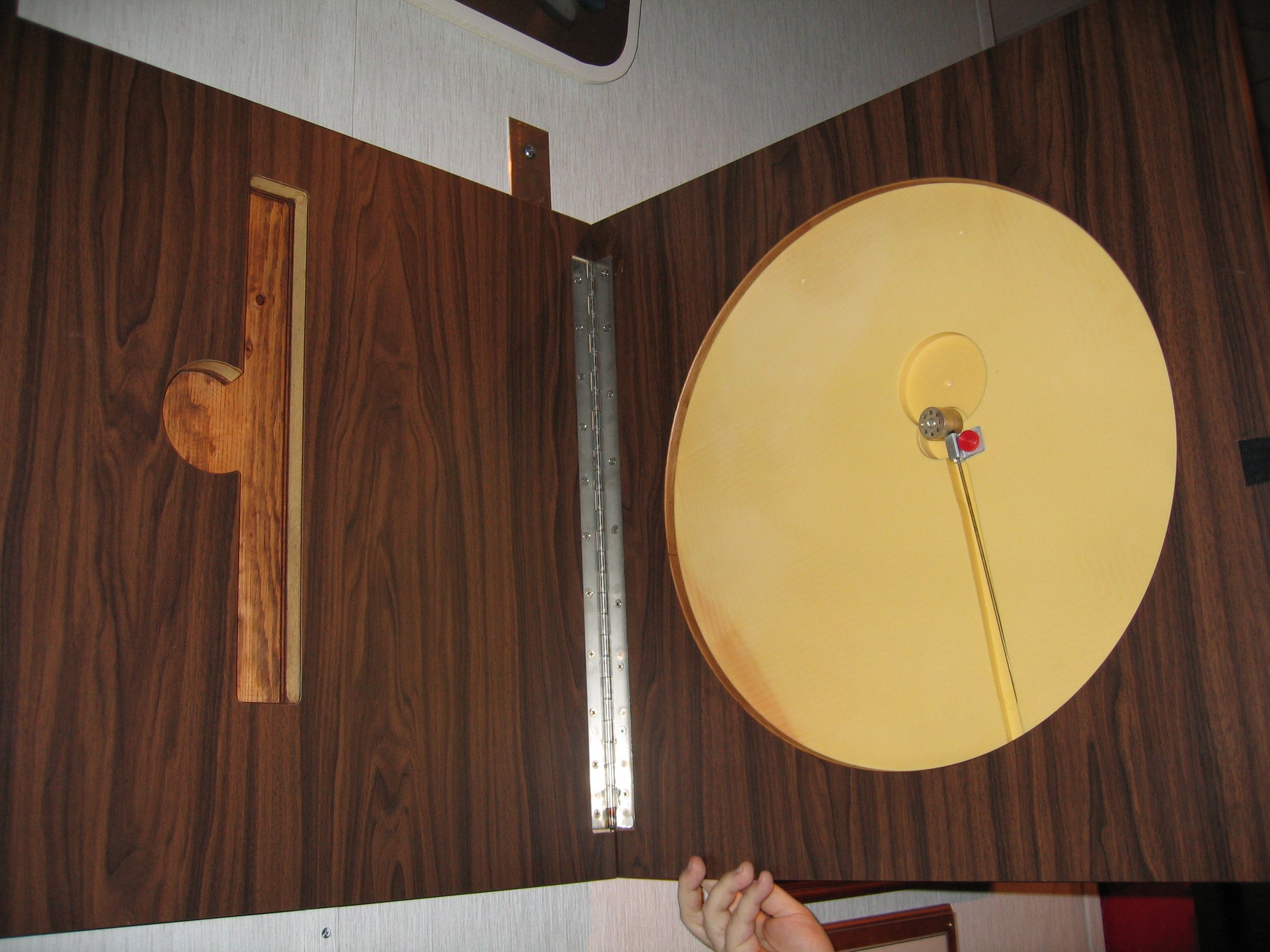
Endovibrador situado en el interior del escudo de EE. UU.

En 1951 un operador de radio de la embajada británica en Moscú, situada a 700 metros de la de EE. UU., durante un escaneo rutinario del espectro radioeléctrico para controlar el tráfico militar aéreo, escuchó una serie de conversaciones en inglés. Los británicos dieron aviso a los EE. UU. y un empleado del Departamento de Estado estadounidense pudo reproducir los resultados utilizando un receptor de banda ancha sintonizado con un simple detector/demodulador de diodo, similar a algunos medidores de intensidad de campo. La CIA que envió al ingeniero Don Bailey del Servicio Diplomático Inalámbrico (DWS) para realizar una investigación pero no pudo localizar nada. Concluyeron que los soviéticos habrían apagado el dispositivo de escucha en ese momento. Bailey constató la presencia radiofrecuencia en las instalaciones, se determinó que los soviéticos estaban experimentando con algún tipo de dispositivo de resonancia en lugar de un transmisor regular, como estaban haciendo los británicos.
En marzo de 1952, después de que oficial militar de EE. UU. escuchará, de la misma forma que lo habían hecho los británicos el año anterior, una conversación procedente de la propia embajada, el Departamento de Estado de EE. UU. mandó a Moscú a John W. Ford y Joseph Bezjian para investigar presuntos casos de escuchas en las embajadas de Canadá y el Reino Unido. Estos funcionarios realizaron "barridos" de contramedidas de vigilancia técnica del despacho del embajador, durante la reforma del mismo por motivo de la llegada del nuevo embajador George F. Kennan quien creía que había algún dispositivo de escucha en la embajada. los investigadores utilizaron un generador de señal y un receptor en una configuración que genera retroalimentación de audio ("aullido") si el sonido de la sala se transmite en una frecuencia determinada. Durante este barrido, a la frecuencia de 1.800 MHz, Bezjian encontró el dispositivo en la talla del escudo. La inspección en la que se descubrió el sistema de escucha se realizó el 10 de septiembre de 1952 y se observó la recepción de una señal que parecía proceder de detrás de la pared en el que estaba colgada la talla del escudo de EE. UU. Quitaron la talla y la señal desapareció tras una inspección de la talla descubrieron que se podía abrir y dentro de ella, en un pequeño espacio, estaba el endovibrador.
Al día siguiente lo enviaron a Washington para su estudio que fue encargado al FBI donde, al no entender su funcionamiento lo denominaron "The thing" (La cosa). La investigación se realizó en lA Sección de Radio y Electricidad DE SU laboratorio técnico en colaboración con el Laboratorio de Investigación Naval (NRL) que determinó que era un micrófono de cavidad resonante, que operaba entre 1650 y 1800 MHz y que la antena tenía una longitud de 1½λ.

### Determinación del funcionamiento
El funcionamiento del dispositivo era desconocido para los científicos de EE. UU. por lo que la Oficina Federal de Investigación de EE. UU. (FBI) encargó a la Compañía Británica Marconi su estudio. Las investigaciones estuvieron dirigidas por Peter Wright, científico británico y más tarde oficial de contrainteligencia del MI5, quien logró, tras 18 meses de estudio hacer funcionar al endovibrador radiando con una frecuencia de 800 MHz.
La manipulación del sistema dañó la membrana del endovibrador, que era extremadamente delgada y Wright tuvo que remplazarla, lo que entorpeció las investigaciones sobre su funcionamiento. La simplicidad del dispositivo causó cierta confusión inicial durante su análisis; la antena y el resonador tenían varias frecuencias resonantes además de la principal, y la modulación fue parcialmente modulada en amplitud y en frecuencia. El equipo también perdió tiempo asumiendo que la distancia entre la membrana y el poste de sintonización debía aumentarse para aumentar la resonancia.
La Sección de Radio y Electricidad del Laboratorio Técnico del FBI examinó el dispositivo los días 16 y 17 de septiembre y redactó un informe el 23 del mismo mes en el que decía:

Se descubrió que el 'transmisor de radio ultramoderno' consistía en un resonador de cavidad con un micrófono de condensador integrado en el extremo de alta impedancia de la cavidad y con una antena de longitud de onda de 1½ que se extiende hacia el lado de la cavidad. Inmediatamente se hizo evidente que el dispositivo fue diseñado para usarse como una unidad de micrófono sin ninguna conexión de cables externos emitiendo una señal de radio UHF de intensidad y frecuencia adecuadas hacia la antena de la unidad y usando un equipo receptor de radio UHF adecuado que recogiera y demodular la señal re-irradiada y modulada emitida por la antena del dispositivo.

### Revelación de su existencia
En mayo de 1960, la URSS planteó al Consejo de Seguridad de la ONU la cuestión del espionaje estadounidense en relación con el incidente de espionaje realizado por un el avión U-2 que fue derribado sobre suelo soviético. En el transcurso del debate, el cuarto día de sesiones, el embajador de los Estados Unidos Henry Cabot Lodge Junior mostró el dispositivo de escucha oculto en el gran escudo de EE. UU. que había estado en el despacho del embajador en Moscú para ilustrar que los incidentes de espionaje entre las dos potencias eran mutuos y para alegar que Nikita Khrushchev había magnificado este incidente en particular como un pretexto para abortar la Cumbre de París de 1960.

### Consecuencias
Tras descubrir el principio de funcionamiento del endovibrador los británicos desarrollaron el sistema SATYR que utilizaron durante la década de 1950 por británicos, estadounidenses, canadienses y australianos. Se realizaron varias versiones de endovibrador, todas basadas en el hallado en Moscú, algunas de ellas con una estructura interna más compleja (el poste central debajo de la membrana unido a una hélice, probablemente para aumentar el factor "Q" ). Maximizar el factor Q fue una de las prioridades de la ingeniería, ya que esto permitió una mayor selectividad a la frecuencia de la señal de iluminación y, por lo tanto, una mayor distancia de funcionamiento y una mayor sensibilidad acústica.
La CIA ejecutó un programa de investigación secreta en el Laboratorio de radar holandés (NRP) en Noordwijk en los Países Bajos desde 1954 hasta aproximadamente 1967 para crear sus propios dispositivos de escucha encubiertos basados en una antena dipolo con un diodo detector y un pequeño amplificador de micrófono. Los dispositivos se desarrollaron bajo el proyecto de investigación Easy Chair y se conocieron como Easy Chair Mark I que salió en 1955, Mark II que salió en 1956, Mark III de 1958, Mark IV de 1961 y Mark V en 1962. Aunque inicialmente no pudieron lograr que el micrófono de cavidad resonante funcionara de manera confiable, como resultado de la investigación, se desarrollaron varios productos que involucran elementos pasivos (PE) para la CIA. En 1965, el NRP finalmente obtuvo un resonador de cavidad pulsada que funciona de manera fiable, pero para ese entonces la CIA ya no estaba interesada en dispositivos pasivos, en gran parte debido a los altos niveles de energía de radiofrecuencia que hacía falta para iluminarlos.

### Detalles técnicos del endovibrador "la cosa"

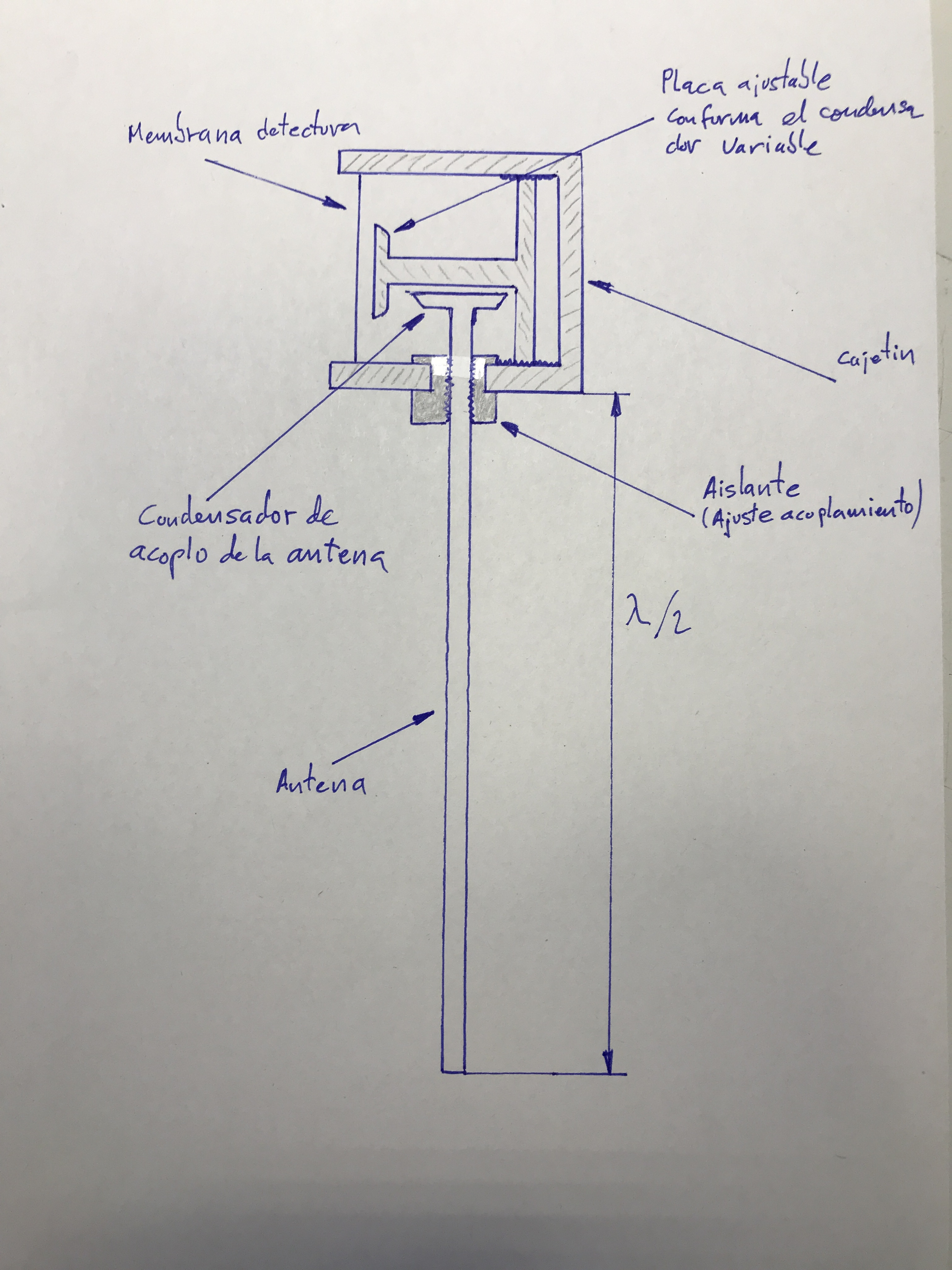
Representación gráfica de una sección de "The Thing"

El dispositivo de escucha estaba oculto en el interior de una talla en bajorrelieve del escudo de Estados Unidos. El endovibrador se ubicaba justo bajo el pico del águila que forma parte de escudo, no se sabe bien si se habían perforado agujeros en el pico o el sonido atravesaba la madera que en ese punto debía de ser muy delgada. La cavidad donde se ubicaba el dispositivo actuaba como caja de resonancia. Las ondas sonoras producidas por las conversaciones que se realizaban en el despacho, llegaban al hueco y activaban la fina lámina del endovibrador haciendo variar su capacidad y con ella su frecuencia de resonancia.
El endovidrador estaba formado por una antena monopolo de 23 cm de longitud (9 pulgadas) que es 1/4 de onda para la frecuencia de 330 MHz, 1/2 onda para la frecuencia de 660 MHz y onda completa para la de 1.320. La frecuencia utilizada para su iluminación (la que hacía reaccionar al endovibrador) era de 330 MHz. Esta antena era una barrita recta que a través de un casquillo aislante se introducía en una cavidad donde terminaba con un disco redondo que formaba una placa de condensador. La cavidad era un bote redondo de cobre plateado con un diámetro interno de 19,7 mm (0,775 pulgadas) y de unos 17,5 mm (11/16 pulgadas) de largo con inductancia de aproximadamente 10 nanohenrios y un alto valor en el factor Q (factor de selectividad). La parte frontal estaba cerrada por una membrana conductora muy delgada y frágil de unos 75 micrómetros (3 milésimas de pulgada) tras un pequeño guate y una rejilla de protección. En el centro de la cavidad había un disco que mostraba una superficie metálica confrontada a la membrana cuya distancia era ajustable. La membrana formaba con la superficie el condensador variable que era el elemento transductor del sonido. La antena se acopla al dispositivo mediante otro pequeño condensador variable cuyo ajuste se hacía variando la distancia entre la terminación de la antena y el sistema que conformaba el condensador captador. El poste tenía surcos mecanizados y líneas radiales en su cara, probablemente para proporcionar canales para el flujo de aire y reducir la amortiguación neumática de la membrana. Todo el conjunto tenía un peso de 31 gramos (1,1 onzas).
Las ondas sonoras recibidas por el sistema hacían variar la capacidad el condensador lo cual provoca variaciones en la amplitud y en la frecuencia, modulando la onda reflejada en amplitud (AM) y frecuencia (FM), aunque se estima que solamente se utilizaba la modulación en amplitud.
El dispositivo disponía de una vida operacional potencialmente ilimitada al no precisar de alimentación y no disponer de componentes electrónicos activos. Su simplicidad constructiva le daba robustez y fiabilidad. El pequeño tamaño y el hecho de que no irradiara ninguna señal mientras no fuera iluminado, lo hacían muy difícil de detectar.

### Traducciones de origen
- Esta obra contiene una traducción parcial derivada de «The Thing (listening device)» de Wikipedia en inglés, concretamente de esta versión del 12 de noviembre de 2019, publicada por sus editores bajo la Licencia de documentación libre de GNU y la Licencia Creative Commons Atribución-CompartirIgual 4.0 Internacional.
- Esta obra contiene una traducción parcial derivada de «Great Seal Bug» de Wikipedia en sueco, concretamente de esta versión del 12 de noviembre de 2019, publicada por sus editores bajo la Licencia de documentación libre de GNU y la Licencia Creative Commons Atribución-CompartirIgual 4.0 Internacional.
- Esta obra contiene una traducción parcial derivada de «Эндовибратор» de Wikipedia en ruso, concretamente de esta versión del 12 de noviembre de 2019, publicada por sus editores bajo la Licencia de documentación libre de GNU y la Licencia Creative Commons Atribución-CompartirIgual 4.0 Internacional.

- Datos: Q1628577
- Multimedia: Great Seal bug / Q1628577